# Ol' '55
"Ol' '55" es una canción compuesta y grabada por el músico estadounidense Tom Waits, publicada en el álbum de 1973 Closing Time. La canción fue posteriormente versionada por la banda The Eagles en su álbum de 1974 On the Border.
Waits fue crítico con el uso de sus canciones por otros artistas, admitiendo: "No me gusta especialmente la versión de los Eagles... Creo que es un poco antiséptica".
"Ol' '55" fue publicada en 2001 en el álbum recopilatorio Used Songs (1973-1980).
La canción se usó para el video tributo a Brodie Lee de All Elite Wrestling durante su evento conmemorativo llamado "Celebration of Mr. Brodie Lee's Life". El presidente y director ejecutivo de AEW, Tony Khan, compró los derechos de la canción a perpetuidad, diciendo "para que el tributo dure para siempre".

## Versiones
- 1974: The Eagles en el álbum On the Border
- 1974: Ian Matthews en el álbum Some Days You Eat the Bear.
- 1975: Eric Andersen en el álbum Be True To You.
- 1980: Richie Havens en el álbum "Connections".
- 1994: Sarah McLachlan en The Freedom Sessions y en la banda sonora de Boys On The Side.
- 1999: Acda en De Munnik en el álbum Live in de orangerie.
- 1999: K's Choice en el álbum Extra Cocoon - All Access.
- 2009: Sass Jordan en el álbum From Dusk 'Til Dawn.
- 2010: Gov't Mule en directo el 18 de julio de 2010 en Charlotte, Carolina del Norte.